# Buchholzen (Remscheid)
Buchholzen ist eine Hofschaft im Südosten der bergischen Großstadt Remscheid in Nordrhein-Westfalen.

## Lage und Beschreibung
Buchholzen liegt im statistischen Stadtteil Bergisch Born West des Stadtbezirks Lennep in der Großstadt Remscheid (Eingemeindung von Bergisch Born im Jahr 1975) oberhalb der Eschbachtalsperre nahe der Stadtgrenze zu Wermelskirchen westlich von Bergisch Born. Weitere benachbarte Wohnplätze und Hofschaften sind Stöcken, Piepersberg, Jägerhaus, Oberstraße und Birgden I auf Remscheider und Töckelhausen auf Wermelskirchener Stadtgebiet. Abgegangen ist Beeck. In Buchholzen findet man einige landwirtschaftliche Betriebe,  einen Reiterhof und den Bauernhof der Familie Kempe, die in ihrem Hofladen regionale Produkte aus ihrem Geflügelhof und eigenem Damwild-Gehege anbieten.

## Geschichte
Buchholzen wurde erstmals 1513 als Boeckholtz urkundlich erwähnt. Die Karte Topographia Ducatus Montani aus dem Jahre 1715 zeigt den Hof. Im 18. Jahrhundert gehörte der Ort zum bergischen Amt Bornefeld-Hückeswagen.
In alten Karten heißt der Ort auch „Klos-(auch Klurs-)Buchholzen“, der Beiname „Klos- (auch Klurs-)“ bezog sich auf den Namen eines der damaligen Grundbesitzer im Ort. „Schulwegepläne“ von 1810 und 1815 zeigen „Klos-Buchholzen“ richtig in Remscheid und „Ringels-Buchholzen“ richtig in Wermelskirchen, die „Müffling-Karte“ von 1824–25 hat „Klos-Buchholzen“ in Remscheid mit „Ringels-Buchholzen“ in Wermelskirchen vertauscht.
1815/16 lebten 65 Einwohner im Ort. 1832 war Buchholzen Teil der altbergischen Landgemeinde Fünfzehnhöfe, die seit 1806 der Bürgermeisterei Wermelskirchen angehörte. Der laut der Statistik und Topographie des Regierungsbezirks Düsseldorf als Ackergut bezeichnete Ort besaß zu dieser Zeit neun Wohnhäuser und zehn landwirtschaftliche Gebäude. Zu dieser Zeit lebten 62 Einwohner im Ort, davon sieben katholischen und 55 evangelischen Glaubens.
Im Gemeindelexikon für die Provinz Rheinland werden für das Jahr 1885 acht Wohnhäuser mit 67 Einwohnern angegeben. Der Ort gehörte zu dieser Zeit zur  Bürgermeisterei Fünfzehnhöfe innerhalb des Kreises Lennep. 1895 besitzt der Ort acht Wohnhäuser mit 64 Einwohnern, 1905 neun Wohnhäuser und 77 Einwohner.
1906 wurde die Bürgermeisterei Fünfzehnhöfe mit Buchholzen in die Stadt Lennep eingemeindet, die 1929 ihrerseits in Remscheid eingemeindet wurde.
Die Häuser Buchholzen 5, 6 und 7 werden in der Liste der Baudenkmäler in Remscheid aufgeführt.

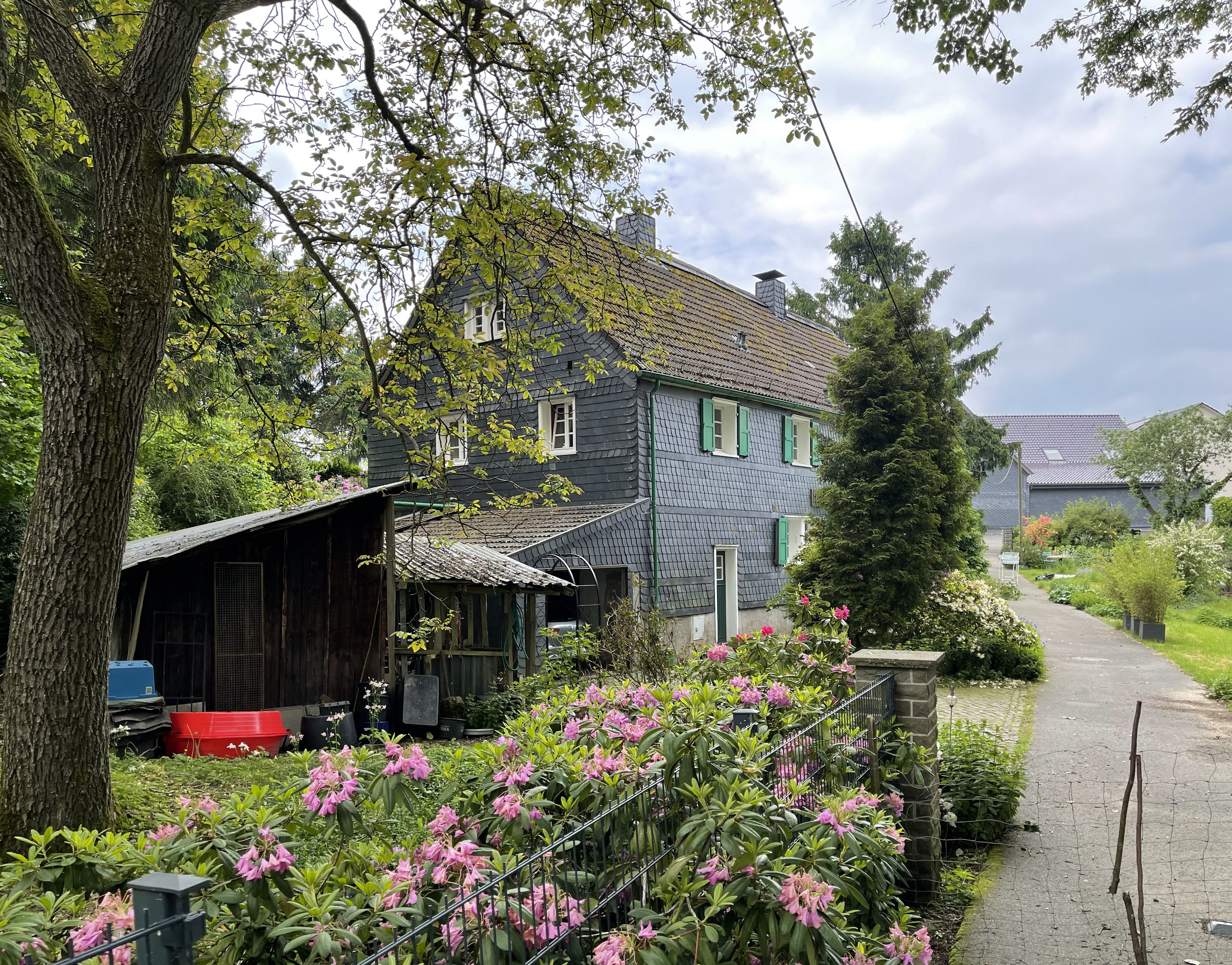
Buchholzen 5
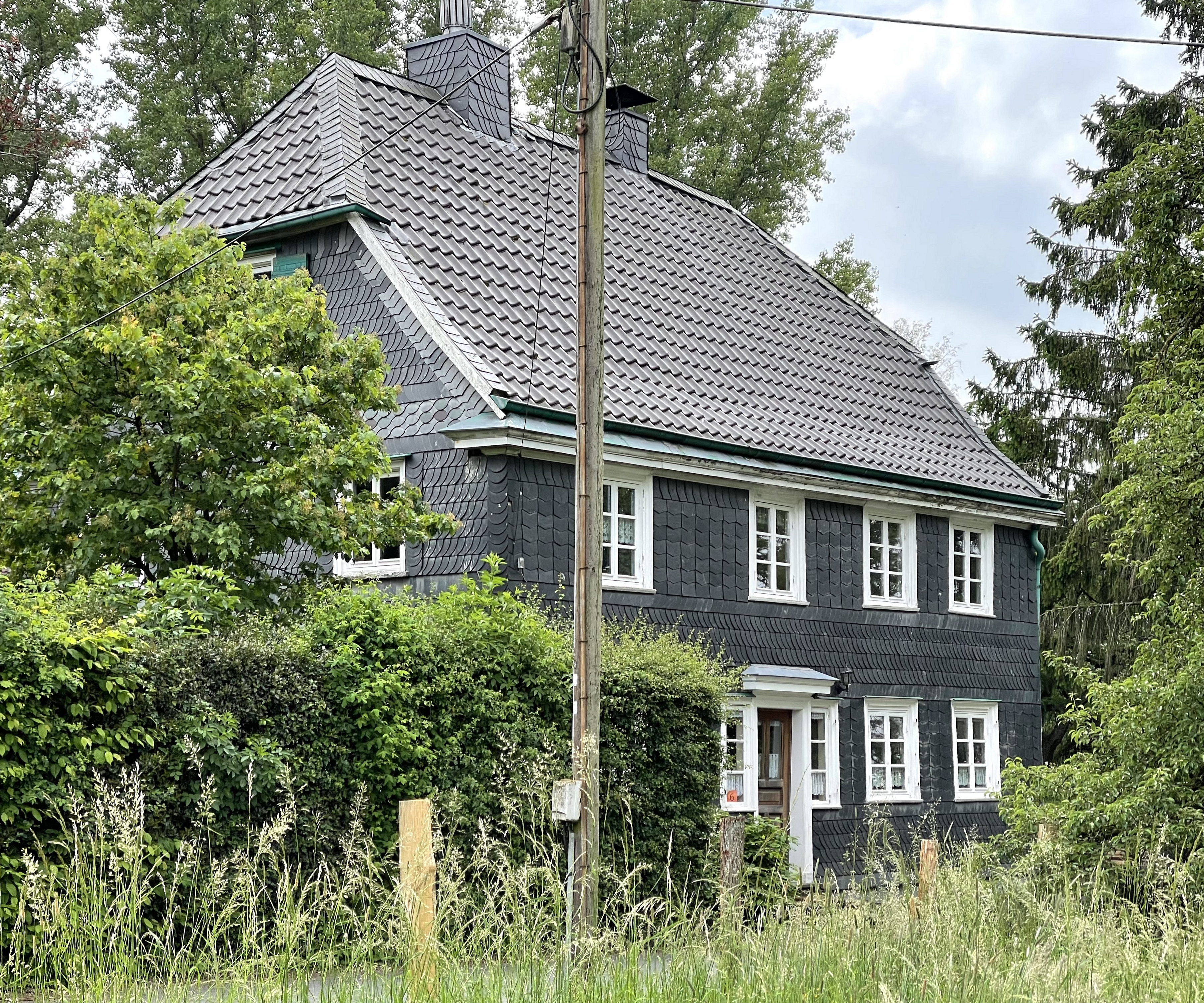
Buchholzen 6
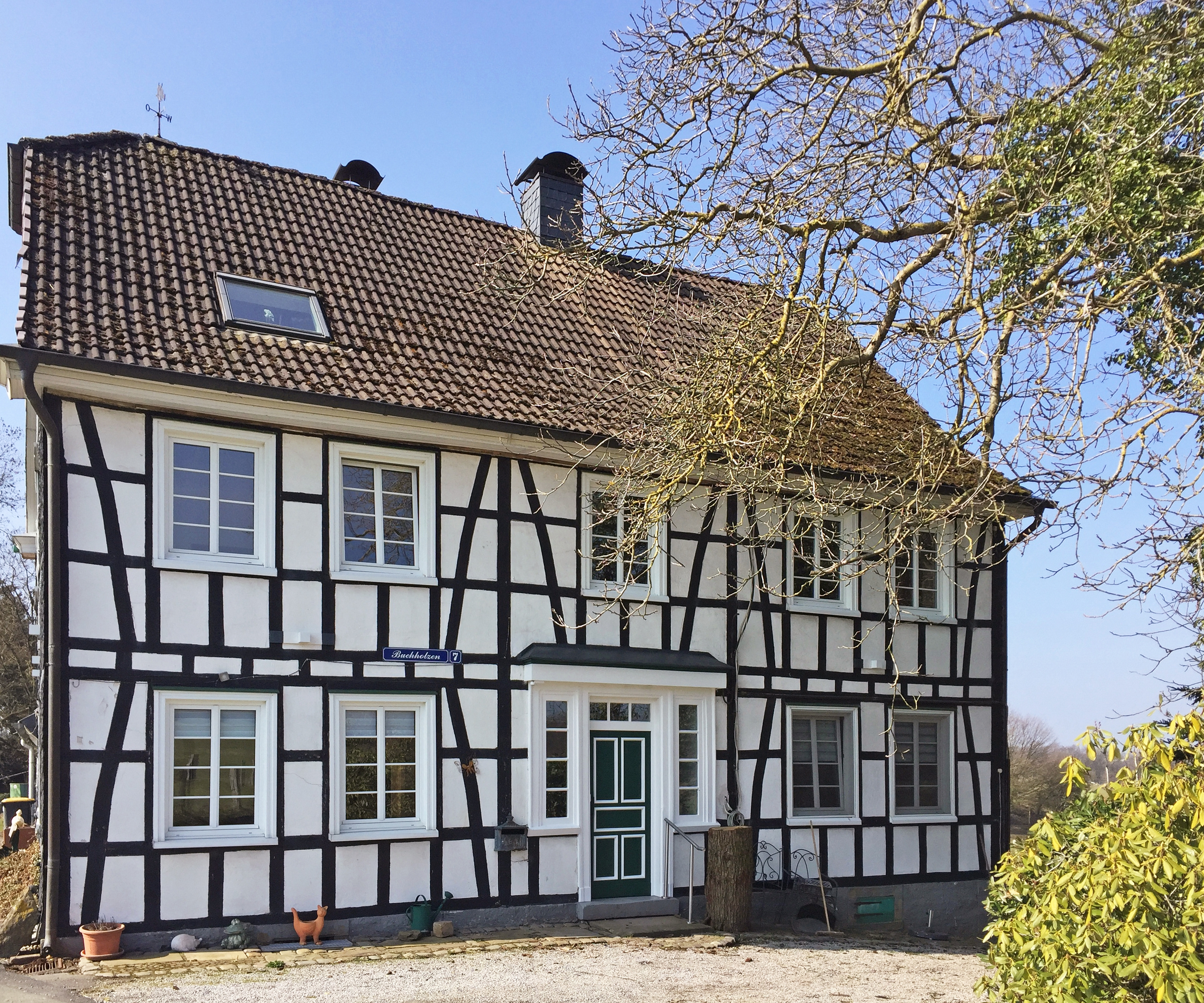
Buchholzen 7
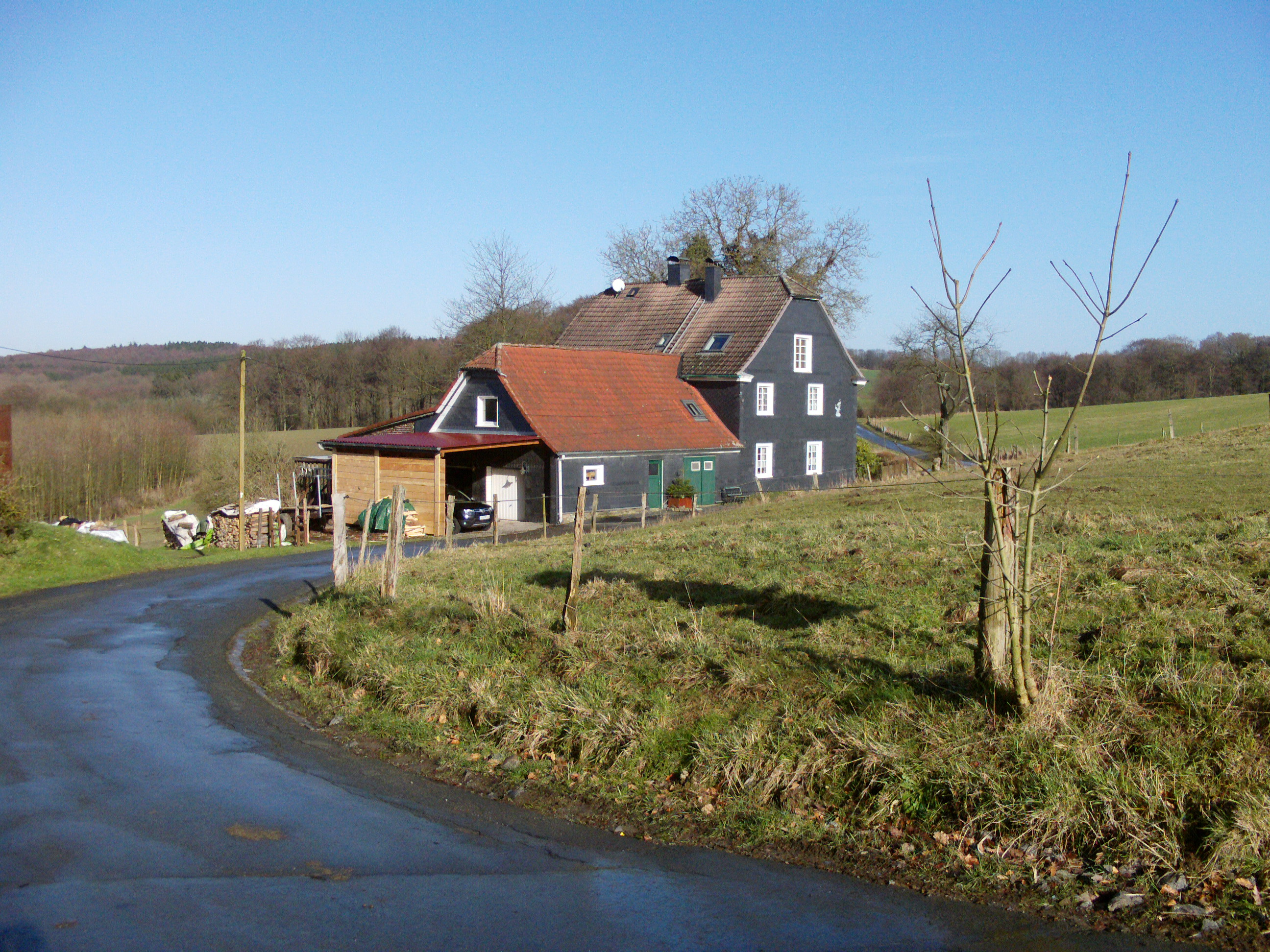
Buchholzen 7